# 古比雪夫铁路局
古比雪夫铁路局（俄語：Куйбышевская железная дорога，羅馬化：Kuybyshevskaya zheleznaya doroga，简称）是俄罗斯铁路股份公司属下的铁路管理局之一，总部设于萨马拉，主要负责管辖伏尔加河中游地区的铁路系统，管辖范围包括俄罗斯联邦伏尔加联邦管区萨马拉州、乌里扬诺夫斯克州、奔萨州、莫尔多瓦共和国的大部分铁路，及奥伦堡州、坦波夫州、梁赞州、鞑靼斯坦共和国、车里雅宾斯克州的小部分铁路，铁路营业里程全长11502.5公里，其中主要干线7234.8公里。古比雪夫铁路局与南乌拉尔铁路局、高尔基铁路局和莫斯科铁路局相邻。